# Термальное окно

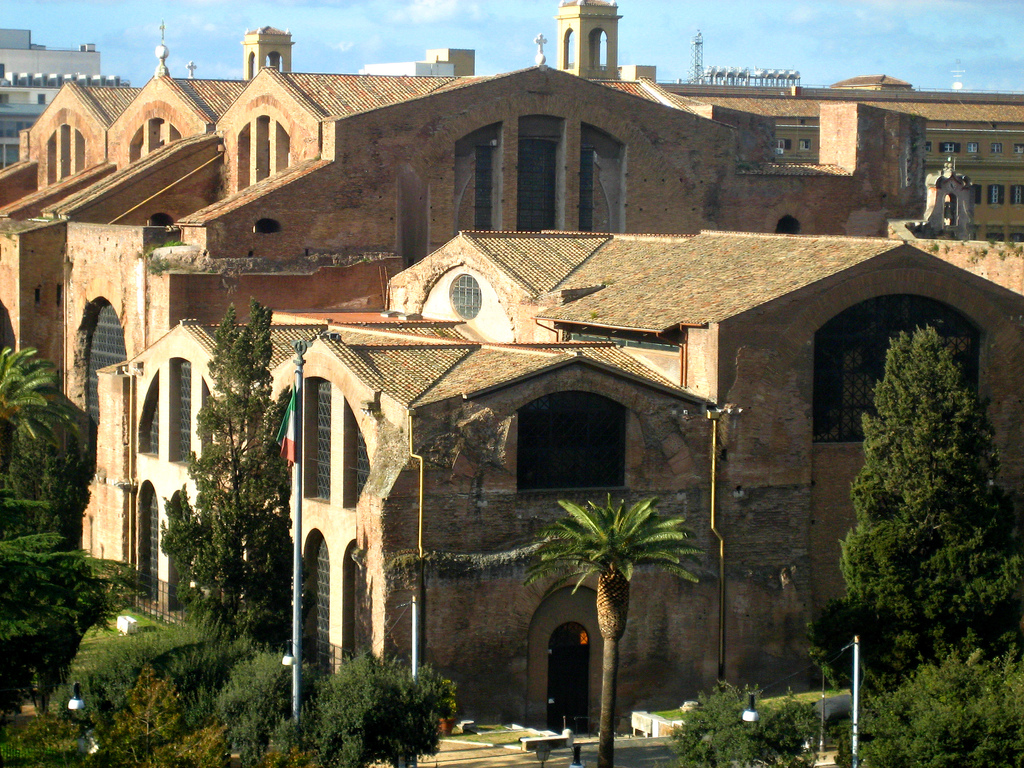
Трёхчастные окна терм Диоклетиана в Риме

Термальное или Диоклетианово окно — мотив палладианской архитектуры, восходящий к окнам древнеримских терм: большое полуциркульное окно с двумя вертикальными перемычками. Трехчастные полуциркульные окна древние римляне помещали в верхней части торцовых стен, образуемых крестовыми сводами. Такие окна, в частности, можно видеть в термах Диоклетиана в Риме, ныне перестроенных в церковь Санта-Мария-дельи-Анджели-э-дей-Мартири.
Однако уже в XVI веке, в эпоху Ренессанса, подобные окна использовали вне связи с конструкцией крестового свода, например, Палладио в Вилле Фоскари (1558), палладианец В. Скамоцци в композиции Виллы Молин близ Падуи (1597), Скарпаньино в Венеции. С тех пор окна Диоклетиана прочно вошли в арсенал приёмов палладианства и его преемников (бозар, неоклассицизм). 
Палладианец Кваренги включал термальные окна в свои проекты для в Санкт-Петербурга и окрестностей. Термальные окна стали одним из распространенных мотивов в архитектуре русского классицизма, в том числе провинциального, где их стали называть итальянскими, причем использовали весьма произвольно. Убежденный палладианец Николай Львов применял термальные окна, как и сам Палладио, вне связи с логикой их происхождения, например в проекте дачи П. А. Соймонова (1780-е гг.), Борисоглебском соборе в Торжке (1785—1796), церкви Св. Троицы в селе Премухино Тверской губернии (1808–1830). Карл Росси использовал термальные окна даже в качестве подвальных, в частности на цокольном этаже боковых фасадов Елагина дворца в Санкт-Петербурге (1818—1822) .  

## Термальные окна в архитектуре Андреа Палладио

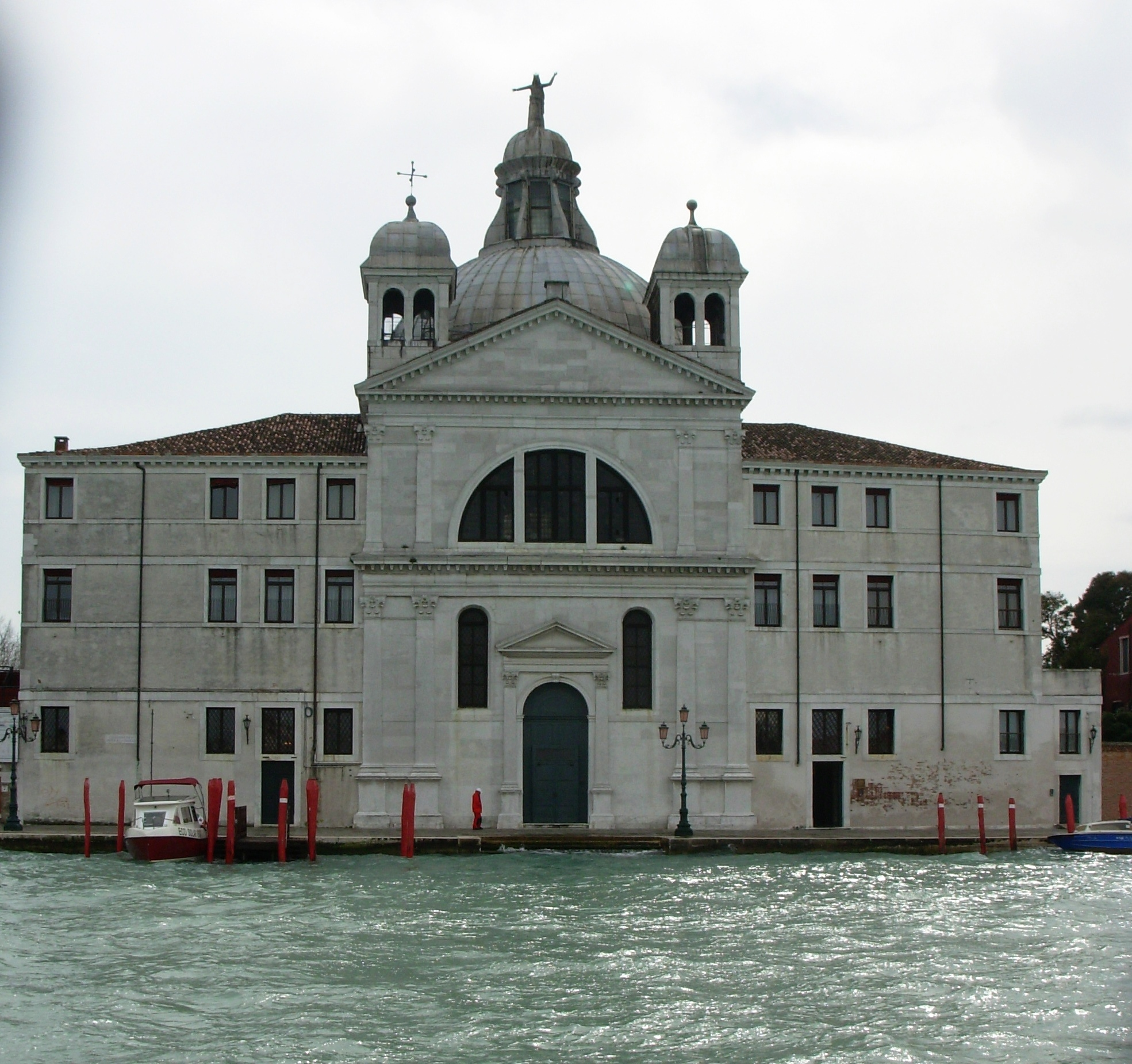
Церковь Введения Девы Марии во храм монастыря девушек (Chiesa delle Zitelle). Венеция
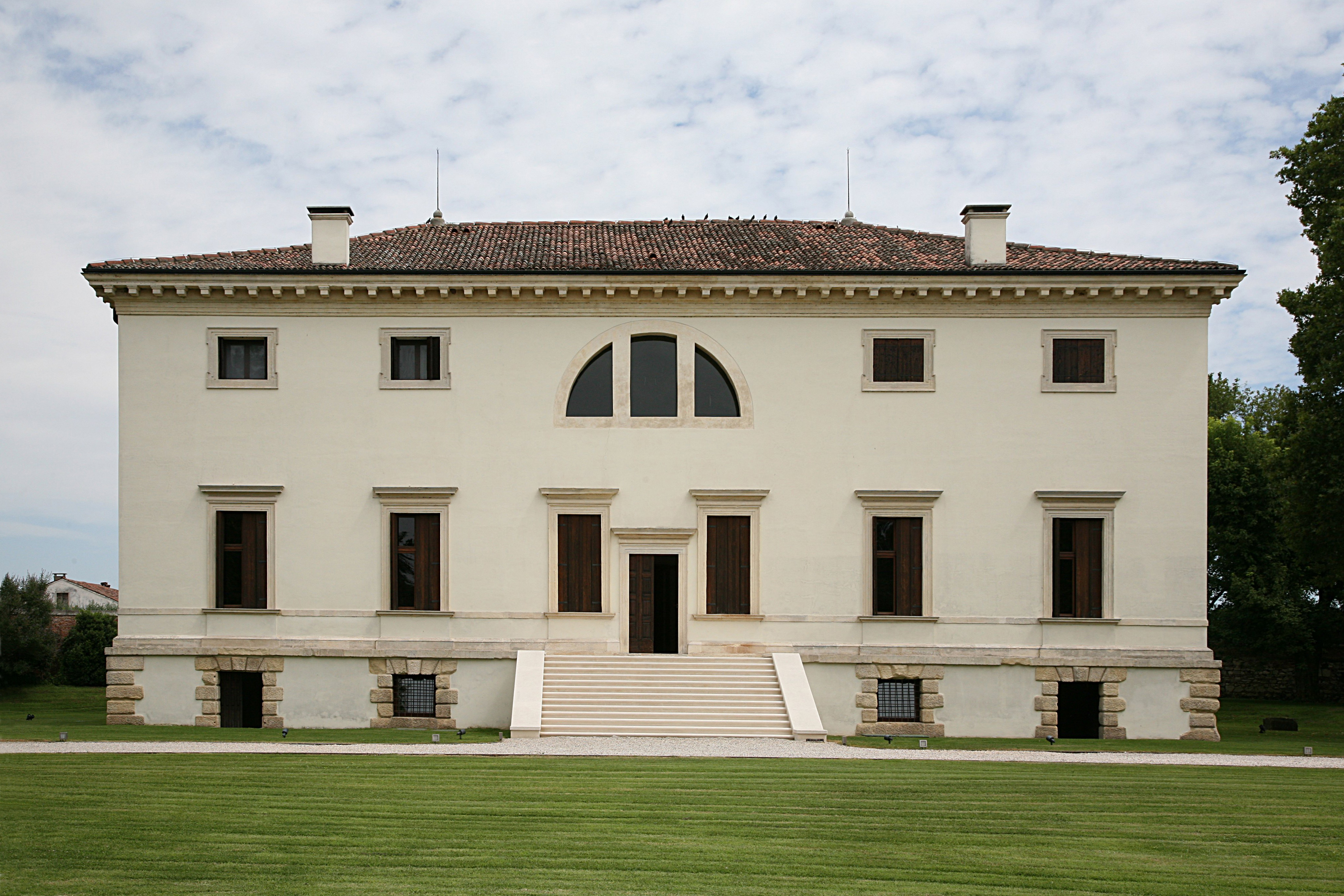
Вилла Пизани в Стра. Венето
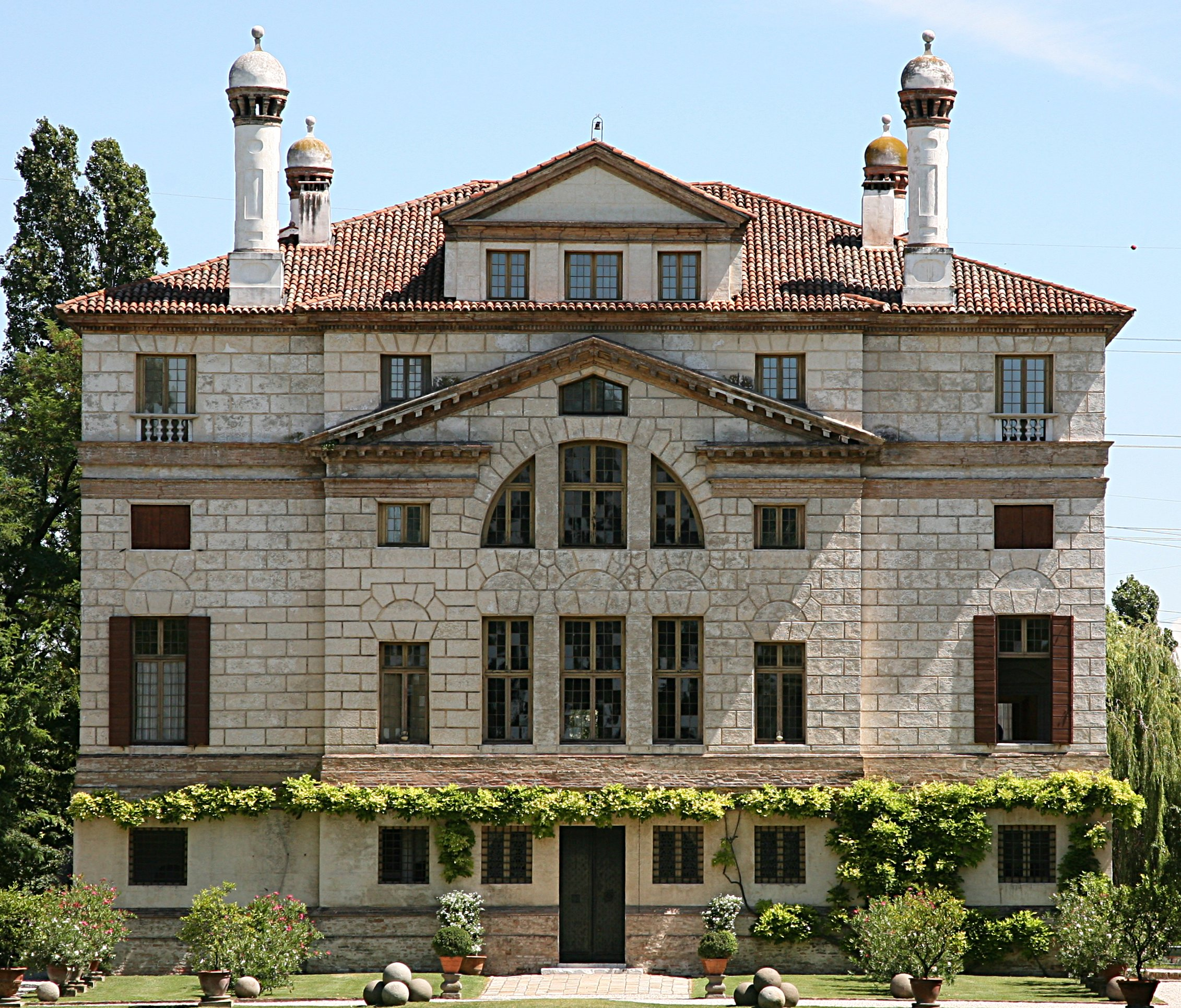
Вилла Фоскари (Мальконтента) на Бренте
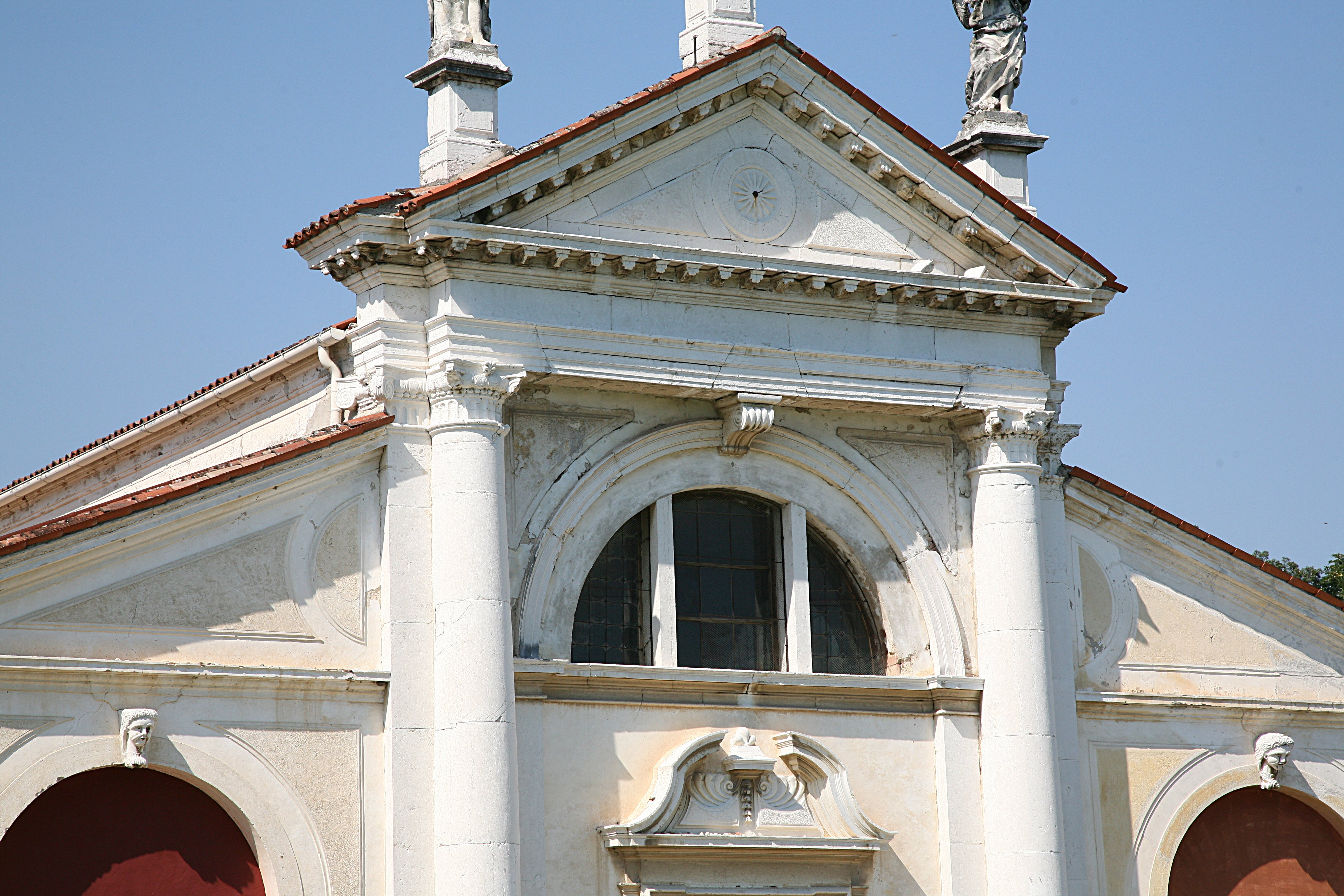
Термальное окно капеллы Виллы Ангарано, Венето
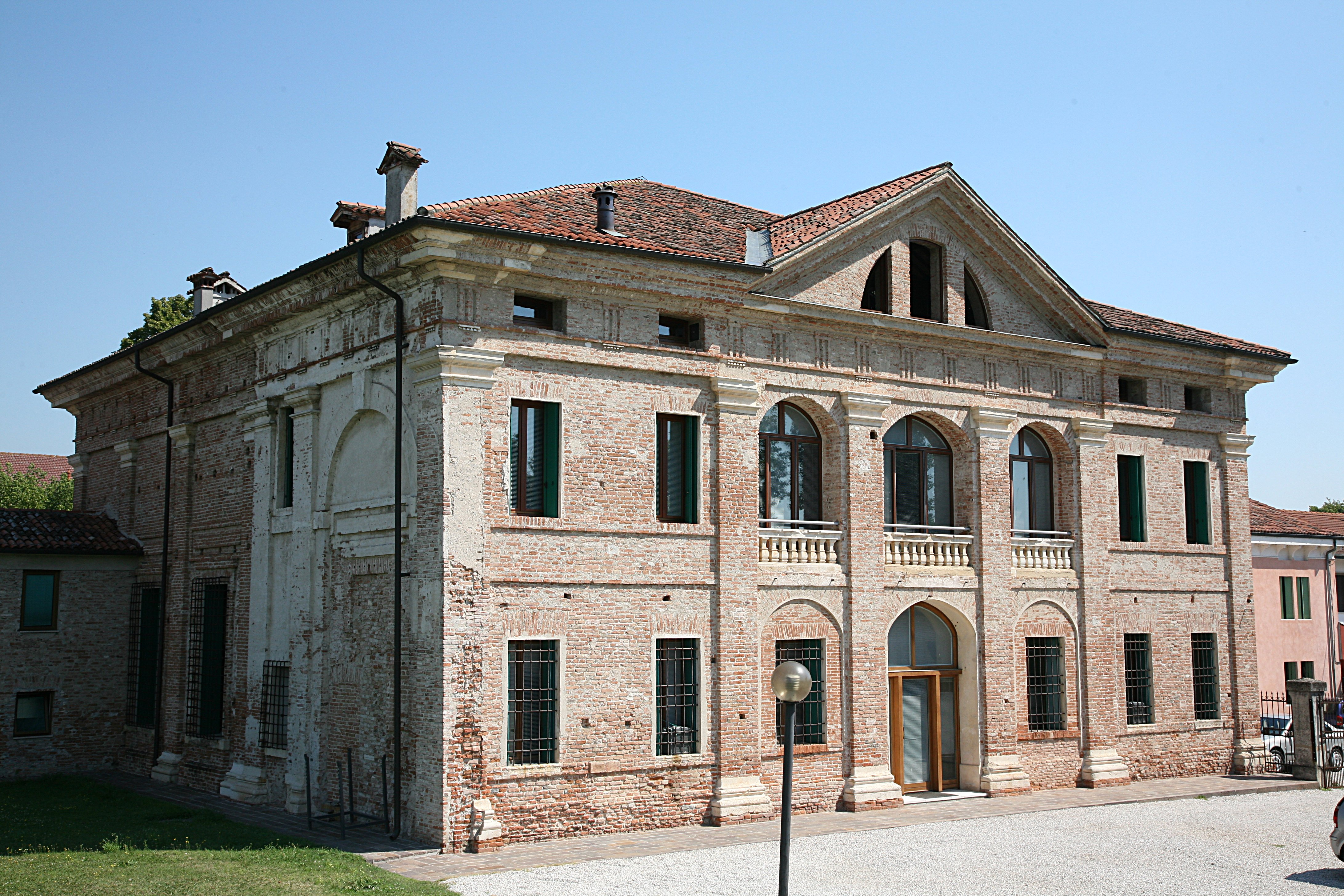
Вилла Тьене. 1540-е гг.